# Melanothrix intermedia
Melanothrix intermedia är en fjärilsart som beskrevs av Rothschild 1917. Melanothrix intermedia ingår i släktet Melanothrix och familjen Eupterotidae. Inga underarter finns listade i Catalogue of Life.